# Asia Rugby Championship Top 3 2016
El Asia Rugby Championship Top 3 de 2016, fue la 29ª edición del principal torneo asiático.
La selección japonesa consiguió su vigésimo cuarto título al finalizar el torneo con puntaje perfecto; Hong Kong se ubicó en el 2º puesto y Corea del Sur último.

## Equipos participantes
- Selección de rugby de Corea del Sur
- Selección de rugby de Hong Kong (Dragones)
- Selección de rugby de Japón (Brave Blossoms)

## Posiciones
| Pos. | Equipo        | Encuentros | Encuentros | Encuentros | Encuentros | Tantos  | Tantos    | Tantos     | Puntos Bonus | Puntos Totales |
| Pos. | Equipo        | jugados    | ganados    | empatados  | perdidos   | a favor | en contra | diferencia | Puntos Bonus | Puntos Totales |
| ---- | ------------- | ---------- | ---------- | ---------- | ---------- | ------- | --------- | ---------- | ------------ | -------------- |
| 1    | Japón         | 4          | 4          | 0          | 0          | 242     | 23        | + 219      | 4            | 20             |
| 2    | Hong Kong     | 4          | 2          | 0          | 2          | 95      | 139       | - 44       | 2            | 10             |
| 3    | Corea del Sur | 4          | 0          | 0          | 4          | 45      | 220       | - 175      | 2            | 2              |

Nota: Se otorgan 4 puntos al equipo que gane un partido, 2 al que empate y 0 al que pierda
Puntos Bonus: 1 punto por convertir 4 tries o más en un partido y 1 al equipo que pierda por no más de 7 tantos de diferencia
|  | Campeón |

|  | Continúan en carrera para Japón 2019 |

## Resultados
| 30 de abril | Japón | 85 - 0  | Corea del Sur | Nippatsu Mitsuzawa Stadium, Yokohama, Japón |  |
|             |       | Reporte |               |                                             |  |

| 7 de mayo | Hong Kong | 3 - 38  | Japón | Hong Kong Football Club Ground, Hong Kong |  |
|           |           | Reporte |       |                                           |  |

| 14 de mayo | Corea del Sur | 27 - 34 | Hong Kong | Namdong Asiad Rugby Stadium, Incheon, Corea del Sur |  |
|            |               | Reporte |           |                                                     |  |

| 21 de mayo | Corea del Sur | 3 - 60  | Japón | Namdong Asiad Rugby Stadium, Incheon, Corea del Sur |  |
|            |               | Reporte |       |                                                     |  |

| 28 de mayo | Japón | 59 - 17 | Hong Kong | Prince Chichibu Memorial Stadium, Tokio, Japón |  |
|            |       | Reporte |           |                                                |  |

| 4 de junio | Hong Kong | 41 - 15 | Corea del Sur | Hong Kong Football Club Ground, Hong Kong |  |
|            |           | Reporte |               |                                           |  |

| Bandera de Japón       |
| Campeón Japón          |
| Vigésimo cuarto título |